# Izabella Elżbieta Działyńska
Pour les autres membres de la famille, voir Famille Czartoryski.
La princesse Izabella Elżbieta Działyńska née Czartoryska le 14 décembre 1830 à Varsovie, dans le royaume de Pologne sous tutelle russe, et morte le 18 mars 1899 à Menton, est une peintre et collectionneuse polonaise d'œuvres d'art.

## Biographie
Izabella Elżbieta Działyńska fait partie de la haute noblesse polonaise. Son père, Adam Jerzy Czartoryski, est une personnalité de premier plan du Royaume de Pologne (1815 -1831), puis, après l'échec de l'insurrection polonaise de 1830, de la Grande émigration polonaise à Paris. Sa mère, la princesse Anna, née Sapieha (1799-1864), est connue pour ses oeuvres philanthropiques.
Après l'effondrement du soulèvement polonais contre le tsar, les Czartoryski se réfugient à Paris, d'abord rue du Faubourg-du-Roule, et ensuite à l'hôtel Lambert à la pointe de l’île Saint-Louis, dont ils font le premier centre mondain et politique de la Grande émigration. C'est dans l’hôtel Lambert acquis en 1843, que la princesse Anna charge Eugène Delacroix de restaurer la Galerie d’Hercule pour y présenter la collection de peintures et d’antiques réunie par sa belle-mère Izabela Czartoryska à Puławy. Ainsi, Izabella grandit à Paris, entourée par les œuvres d'art, et, très tôt, elle prend goût elle-même pour l'histoire de l'art, la peinture et le dessin. Elle reçoit des leçons de sculpture et peinture de Sébastien Norblin, fils de Jean-Pierre Norblin de la Gourdaine. 
Le 21 février 1857, Izabella Czartoryska épouse à Paris Jan Kanty Działyński (pl) (1829-1880). Cette alliance de raison n'a pas d'enfants mais partage une passion commune pour les arts et la cause de l'indépendance de la Pologne. Dans le château de Gołuchów en Grande-Pologne, ancienne propriété de la famille Leszczyński, que le couple reçoit en cadeau de mariage et où il s'installe aussitôt, ils réunissent une centaine de vases gréco-romains, directement négociés auprès des archéologues ou achetés lors des ventes aux enchères organisées à Paris. 

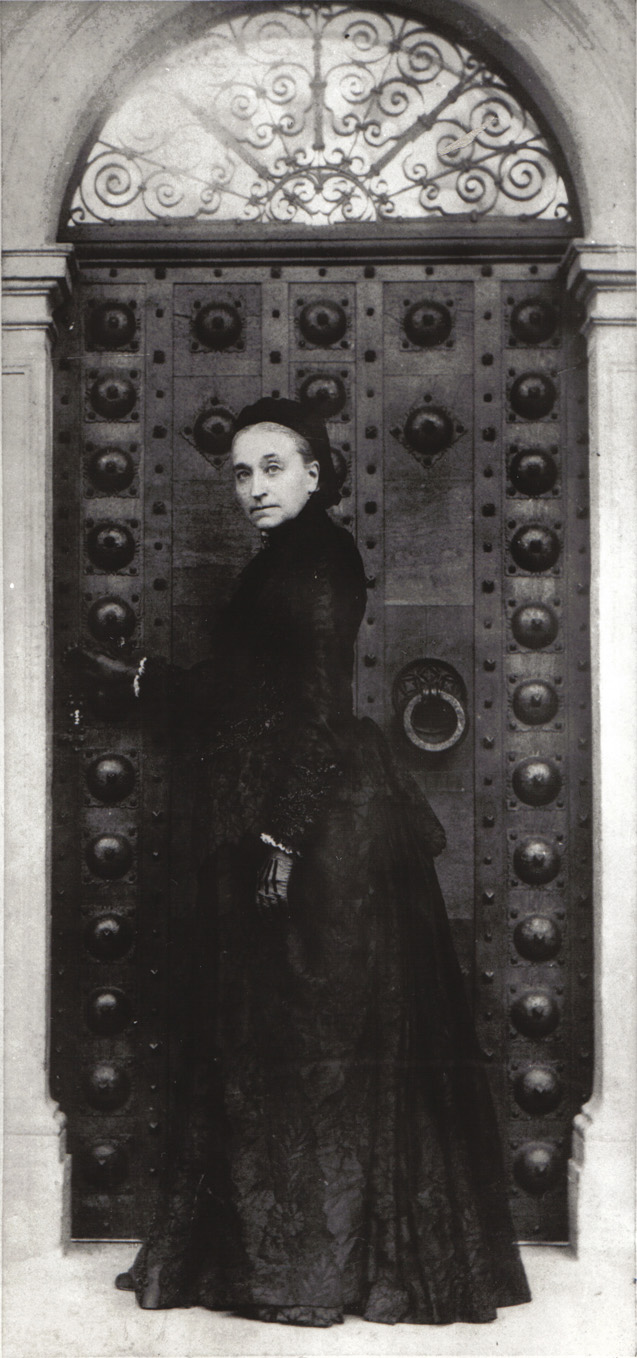
Izabella Działyńska devant la porte de son château à Gołuchów

Jan Działyński s'engage financièrement et participe aux combats de l'insurrection polonaise de 1863. Après la défaite du soulèvement, le couple est obligé de chercher refuge à Paris : Jan est condamné par contumace à mort et confiscation de biens. En 1869, le gouvernement prussien rend les propriétés à Działyński et l'autorise à retourner dans le pays.
En 1865, Izabella hérite de l'hôtel Lambert de sa mère et reprend la direction de l'Institut polonais dont elle s'occupe avec son frère Władysław.
En 1867, les Działyński présentent leur collection d’antiquités à l’Exposition universelle de Paris. Après leur séparation qui survient quatre ans plus tard, Izabella récupère la collection de vases antiques ainsi que le château de Gołuchów où elle décide d'ouvrir un musée. Dans les années 1875-1885, elle entreprend dans le château de multiples aménagements qu'elle confie à l'architecte Maurice Ouradou, le sculpteur Charles Biberon et le peintre Louis Breugnot. 
À côté d’œuvres d’art européen du XIIe siècle au XVIIe siècle, la collection Działyńska comprend un nombre impressionnant d’antiquités égyptiennes, chypriotes ou grecques, dont seize objets provenant de Carthage et offerts à la princesse en 1895 par le père Alfred Louis Delattre en échange du financement de ses recherches archéologiques.
En 1893, Izabella qui n'a pas d'enfants, lègue son château à la famille Czartoryski. Le premier héritier du domaine est son neveu Adam Ludwik Czartoryski, fils de Władysław. Le musée d'Izabella Działyńska, ouvert au public après le recouvrement de l’indépendance par la Pologne en 1918, fonctionne en continu jusqu'à l'invasion allemande en septembre 1939. Après, les collections sont soit détruites soit emportées par les Allemands. Une partie seulement est revenue en Pologne en 1956 de l'ancienne Union soviétique pour rejoindre le fonds du Musée National de Varsovie.
Après sa mort qui survient le 18 mars 1899 à Menton, le corps d'Izabella Działyńska est transféré dans le mausolée qu'elle s'est fait construire dans le parc du château de Gołuchów. 